# Велика Чрешнєвиця
Велика Чрешнєвиця (хорв. Velika Črešnjevica) — населений пункт у Хорватії, у Вировитицько-Подравській жупанії у складі громади Питомача.

## Населення
Населення за даними перепису 2011 року становило 515 осіб.
Динаміка чисельності населення поселення:

## Клімат
Середня річна температура становить 11,60 °C, середня максимальна – 26,26 °C, а середня мінімальна – -5,08 °C. Середня річна кількість опадів – 802 мм.
| Клімат поселення                              | Клімат поселення | Клімат поселення | Клімат поселення | Клімат поселення | Клімат поселення | Клімат поселення | Клімат поселення | Клімат поселення | Клімат поселення | Клімат поселення | Клімат поселення | Клімат поселення | Клімат поселення |
| Показник                                      | Січ.             | Лют.             | Бер.             | Квіт.            | Трав.            | Черв.            | Лип.             | Серп.            | Вер.             | Жовт.            | Лист.            | Груд.            |                  |
| Середній максимум, °C                         | 6,01             | 7,98             | 12,57            | 17,01            | 23,00            | 26,26            | 25,53            | 25,10            | 20,03            | 15,22            | 9,96             | 4,60             |                  |
| Середня температура, °C                       | 0,46             | 2,42             | 7,02             | 11,46            | 17,45            | 20,73            | 22,08            | 21,64            | 16,58            | 11,75            | 6,50             | 1,14             |                  |
| Середній мінімум, °C                          | −5,08            | −3,11            | 1,46             | 5,90             | 11,90            | 15,17            | 18,61            | 18,17            | 13,11            | 8,29             | 3,05             | −2,32            |                  |
| Норма опадів, мм                              | 47               | 42               | 51               | 63               | 76               | 91               | 78               | 81               | 70               | 66               | 78               | 59               |                  |
| Середньомісячна швидкість вітру, м/с          | 2.29             | 2.55             | 2.90             | 2.72             | 2.50             | 2.28             | 2.20             | 2.00             | 2.06             | 2.13             | 2.27             | 2.30             |                  |
| Середньомісячна сонячна радіація, кДж/м²·день | 4101             | 6904             | 10722            | 15218            | 19333            | 21310            | 22058            | 19579            | 14444            | 9018             | 4671             | 3388             |                  |
| --------------------------------------------- | ---------------- | ---------------- | ---------------- | ---------------- | ---------------- | ---------------- | ---------------- | ---------------- | ---------------- | ---------------- | ---------------- | ---------------- | ---------------- |
| Джерело:                                      |                  |                  |                  |                  |                  |                  |                  |                  |                  |                  |                  |                  |                  |